# Sárga apróbagoly
A sárga apróbagoly (Rivula sericealis)  a rovarok (Insecta) osztályának a lepkék (Lepidoptera) rendjéhez, ezen belül a bagolylepkefélék (Noctuidae) családjához tartozó faj.

## Elterjedése
Egész Európában gyakori, erdők, mezők szélét kedveli.

## Megjelenése
- lepke: 18–22 mm szárnyfesztávolságú, fényes sárga szárnyai selymes fényűek, elülső szárnyak közepén dupla magvas sötét folttal.

## Életmódja
- nemzedék:  két nemzedéke van, az első májustól július eleje-közepéig rajzik, a második júliustól október elejéig. A lárva telel át.
- hernyók tápnövényei: különböző fűfélék

## Fordítás
- Ez a szócikk részben vagy egészben  a   Seideneulchen című német Wikipédia-szócikk fordításán alapul.  Az eredeti cikk szerkesztőit annak laptörténete sorolja fel. Ez a jelzés csupán a megfogalmazás eredetét és a szerzői jogokat jelzi, nem szolgál a cikkben szereplő információk forrásmegjelöléseként.